# إدوارد ك. ريد
إدوارد ك. ريد (بالإنجليزية: Edward C. Reed)‏ هو قاضي ومحامي وسياسي أمريكي، ولد في 8 مارس 1793، وتوفي في 1 مايو 1883. حزبياً، نشط في الحزب الديمقراطي. وقد انتخب عضو مجلس النواب الأمريكي.